# Ryszard Sosnowski
Ryszard Hilary Sosnowski (ur. 5 stycznia 1932 w Białowieży, zm. 6 grudnia 2023 w Warszawie) – polski fizyk doświadczalny, profesor Narodowego Centrum Badań Jądrowych, członek rzeczywisty Polskiej Akademii Nauk.

## Życiorys
Urodził się w rodzinie Franciszka (1900–1974), leśnika, i Wandy z Flanczewskich (1906–2000). Miał siostrę Barbarę (1930–2018), żonę Zygmunta Pawłowskiego. W 1955 ukończył studia fizyczne na Wydziale Matematyczno-Fizycznym Uniwersytetu Warszawskiego, tam pracował od 1953. W latach 1957–1958 pracował w Zjednoczonym Instytucie Badań Jądrowych w Dubnej, następnie został pracownikiem Instytutu Badań Jądrowych w Warszawie, w Pracowni Spektroskopii Jądrowej. W 1960 odbył staż na Uniwersytecie Moskiewskim i obronił pracę doktorską, w latach 1960–1961 przebywał na stażu w CERN-ie. Po powrocie rozpoczął współpracę z zespołem Mariana Danysza i Jerzego Pniewskiego przy badaniach hiperjąder z użyciem komór pęcherzykowych. W latach 1970–1973 i 1977–1981 kierował Zakładem Fizyki Wysokich Energii IBJ, w 1971 opublikował razem z Grzegorzem Białkowskim książkę Cząstki elementarne, w latach 70. kierował zespołem naukowców z IBJ i UW prowadzących badania zderzeń proton-proton przy akceleratorze wiązek przeciwbieżnych ISR (Intersecting Storage Rings) w CERN-ie. W latach 1991–2004 był naukowym przedstawicielem Polski w Radzie CERN. Do końca pracował w Zakładzie Fizyki Wielkich Energii Narodowego Centrum Badań Jądrowych.
Od 1976 był członkiem korespondentem, od 1986 członkiem rzeczywistym Polskiej Akademii Nauk, w latach 1990–1992 był członkiem Prezydium PAN, w latach 1978–1983 zastępcą sekretarza Wydziału III Nauk Matematycznych, Fizycznych i Chemicznych PAN. Od 1983 był członkiem zwyczajnym Towarzystwa Naukowego Warszawskiego, w latach 1999–2002 był przewodniczącym Wydziału Nauk Matematycznych i Fizycznych TNW, od 2000 był członkiem korespondentem, od 2009 członkiem czynnym Polskiej Akademii Umiejętności.
Był przewodniczącym Komitetu Nauk Jądrowych i Radiacyjnych PAN (1987–1989) i przewodniczącym Komitetu Fizyki PAN (1999–2007). W latach 2005–2009 był Przewodniczącym Rady ds. Atomistyki w Państwowej Agencji Atomistyki, od 2009 był wiceprzewodniczącym Rady. W latach 2008–2010 był członkiem Rady Nauki przy Ministrze Nauki i Szkolnictwa Wyższego.
Jego żoną była Maria Lefeld-Sosnowska (zm. 2019).
Był najbliższym przyjacielem prof. Andrzeja K. Wróblewskiego, który napisał o nim artykuł w Wiedzy i Życiu.
Zmarł w Warszawie, pochowany 19 grudnia 2023 na cmentarzu ewangelicko-augsburskim w Warszawie (sektor AL26-1-17).

## Ordery i odznaczenia
- Krzyż Komandorski Orderu Odrodzenia Polski (20 marca 1996)[10]
- Krzyż Oficerski Orderu Odrodzenia Polski (1984)
- Medal Mariana Smoluchowskiego (1994)